# Llista de patriarques de l'Església d'Orient
El patriarca de l'Església d'Orient, també conegut com a patriarca de Babilònia, patriarca d'Orient, catolicós-patriarca d'Orient o gran metropolità d'Orient, és el patriarca o líder i bisbe en cap, de vegades anomenat catolicós o líder universal, de l'Església d'Orient. El títol data dels primers segles del cristianisme dins de l'Imperi Sassànida, i l'església ha estat coneguda amb diversos noms, com ara Església d'Orient, Església Nestoriana, Església Persa, Església Sassànida o Església Siriana Oriental. Als segles xvi i xvii, l'església, a partir d'aleshores restringida al seu solar assiri original, a l'Alta Mesopotàmia, va experimentar una sèrie d'escissions, donant lloc a un seguit de patriarques i llinatges en competència. Avui, les tres esglésies principals que van sorgir d'aquestes divisions, l'Església Assíria de l'Orient, l'Església Antiga de l'Orient i l'Església Catòlica Caldea, tenen cadascuna el seu propi patriarca: el patriarca de l'Església Assíria d'Orient, el patriarca de l'Antiga Església d'Orient i el patriarca de Bagdad dels Caldeus, respectivament.

## Llista de patriarques fins al cisma de 1552
Segons la llegenda de l'Església, es diu que l'Apostolat d'Edessa (Assíria) va ser fundat pels apòstols Shimun Keepa (sant Pere), Thoma Shlikha (sant Tomàs), Tulmay (sant Bartomeu) i, especialment, per Mar Addai (sant Tadeu), un dels Setanta deixebles. Tadeu hauria estat martiritzat cap al 66.

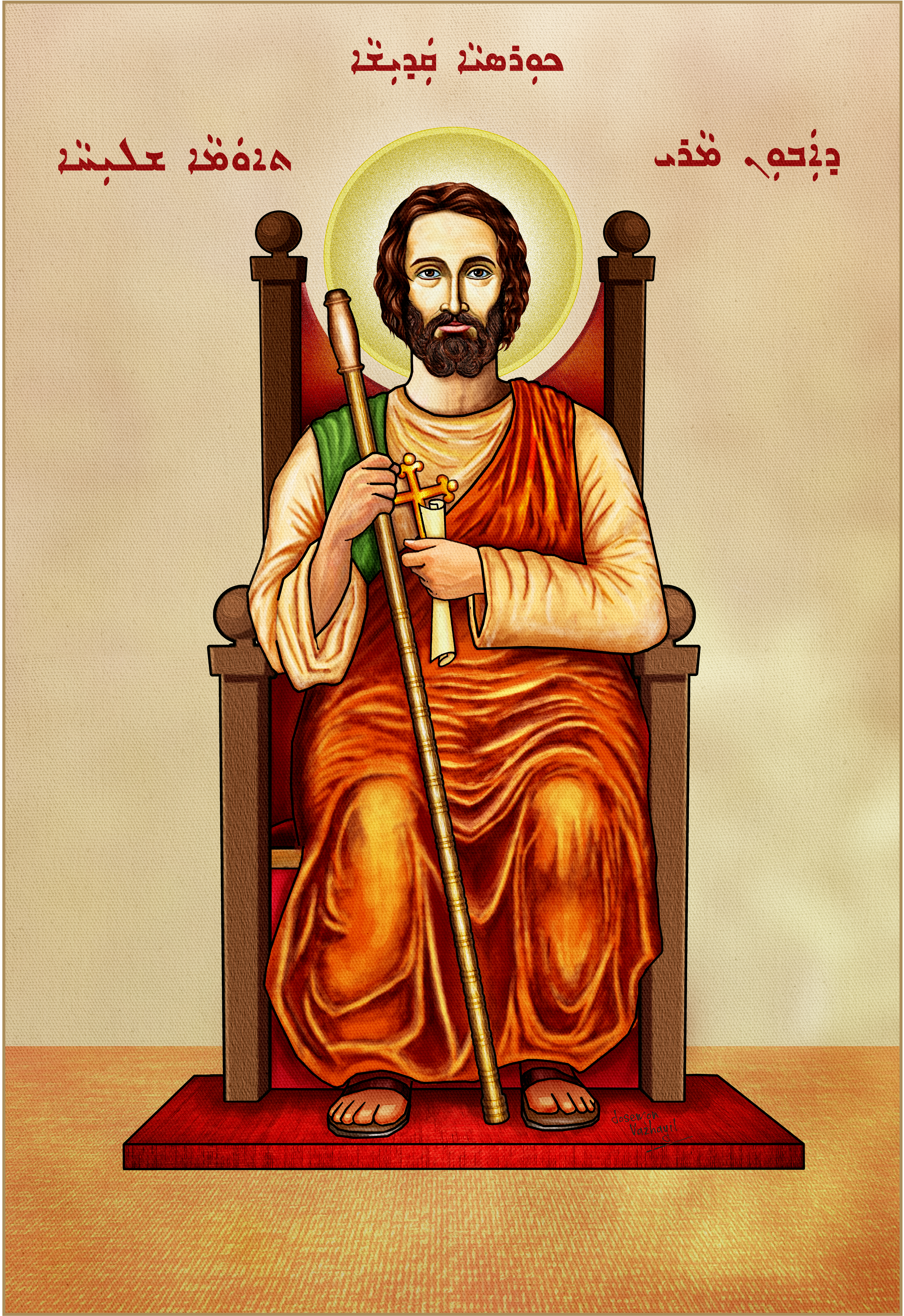
Sant Tomàs Apòstol

### Primers bisbes
- 1. Thoma Shliha o Tomàs (c. 34-50)
- 2. Addai Shliha o Tadeu (c. 50-66)[6]
- 3. Aggai (c. 66-81), primer successor en l'apostolat del seu director espiritual, l'apòstol Mar Addai, un dels Setanta deixebles; al seu torn, va ser el director espiritual de Mar Mari, el seu successor
- 4. Palut d'Edessa (c. 81-87), rebatejat Mari (c. 87-121);[7] durant el seu pontificat es va establir formalment un bisbat a Selèucia-Ctesifont
- 5. Abris, Abres o Ahrasi (121-148)[7]
- 6. Abraham I de Kaskar (148-171)[7]
- 7. Yaʿqob I o Jacob I (c. 172-190), fill del seu predecessor Abraham[7]
- 8. Ebid M'shikha (191-203)
- 9. Ahadabui (204-220), primer bisbe d'Orient a obtenir l'estatus de catolicós; ordenat l'any 231 a Jerusalem
- 10. Shahaloopa o Shahlufa de Kaskar (220-266)
- 11. Bar Aggai (267-c. 280)[8][9][10]

### Bisbes de Selèucia-Ctesifont
Al voltant de l'any 280, els bisbes visitants van consagrar Bar Aggai com a bisbe de Selèucia-Ctesifont, establint així la successió. Amb ell, els caps de l'església van prendre el títol de catolicós.
- 11. Bar Aggai (c. 280-316), mort l'any 329[12] o 336
- 12. Shemʿon bar Sabbaʿe o Simeó bar Sabas (coadjutor 317-336, catolicós 337-341)
- 13. Shahdost (Shalidoste) (341-342)[12][13]
- 14. Barbaʿshmin (343-346); la seu apostòlica d'Edessa és completament abandonada l'any 345 a causa de les persecucions contra l'Església d'Orient
  - Seu vacant (346-363)[12]
- 15. Tomarsa (363-371)[12]
- 16. Qayyoma (377-399)[12]

### Metropolitans de Selèucia-Ctesifont
Isaac va ser reconegut com a «gran metropolità» i primat de l'Església d'Orient al Sínode de Selèucia-Ctesifont de l'any 410. Les actes d'aquest sínode van ser editades posteriorment pel patriarca Josep (552-567) per garantir-li també el títol de catolicós. El títol de catolicós, però, no va ser emprat pel patriarca Isaac ja que, de fet, només va entrar en ús a finals del segle v.
- 17. Isaac (399-410)[12]
- 18. Ahha (Ahhi) (410-414)[12]
- 19. Yahballaha I (415-420)[12]
- 20. Maʿna (420)[12]
- 21. Farbokht (421)[12]

### Catolicós de Selèucia-Ctesifont
Amb Dadisho, les discrepàncies en les fonts comencen a desaparèixer. L'any 424, sota Mar Dadisho I, l'Església d'Orient es va declarar independent de l'Església d'Occident (Pentarquia de l'emperador Justinià). D'altra part, el catolicós va començar a utilitzar el títol addicional de patriarca. A més, durant el seu pontificat, el Concili d'Efes de 431 va denunciar el nestorianisme.
- 22. Dadishoʿ I (421-456)[12]
- 23. Babowai (457-484)[12]
- 24. Barsauma (484-485)
  - Acaci (Aqaq-Acace) (485-495/6),[12] opositor al títol
- 25. Babai (497-502)[12]
- 26. Shila (503-523)[12]
- 27. Eliseu (524-537)[12]
  - Narsai, intrusus (524-537)[12]
- 28. Pau (537-539)[12]
- 29. Aba I (540-552)[12]

L'any 544 el Sínode de Mar Aba I va adoptar les directrius del Concili de Calcedònia.
- 30. Josep (552-556/567),[12] mor el 576[12]
- 31. Ezequiel (570-582)[12]
- 32. Ishoʿyahb I (582-596)[12]
- 33. Sabrishoʿ I (596-604)[12]
- 34. Gregori (605-608)[12]
  - Seu vacant (609-628)[12]
    - Babai el Gran (coadjutor, 609-628); juntament amb Abba (coadjutor, 609-628)

A partir del 628, el mafrià, segon càrrec més important de l'Eglésia d'Orient, també va començar a utilitzar el títol de catolicós (consulteu la llista de mafrians per obtenir més informació).
- 35. Ishoʿyahb II de Gdala (628-646)[12]
- 36. Maremmeh (646-650)[12]
- 37. Ishoʿyahb III d'Adiabene (650-658)[12]
- 38. Giwargis I (661-680)[12]
- 39. Yohannan I Bar Marta o Joan I (680-683)[12]
  - Seu vacant (683-685)
- 40. Hnanishoʿ I (684-692/700)[12]
  - Yohannan o Joan el Leprós intrusus (692-693)
  - Seu vacant (700-714)[12]
- 41. Sliba-zkha (714-728)[12]
  - Seu vacant (728-731)[12]
- 42. Petió (731-740)[12]
- 43. Aba II (741-751)[12]
- 44. Surin (751)[12]
- 45. Yaʿqob II o Jacob II (754-775)[12]
- 46. Hnanishoʿ II (775-780)[12]

L'any 775, la seu patriarcal es va traslladar de Selèucia-Ctesifont a Bagdad, la capital recentment establerta dels califes abbàssides.
- 47. Timoteu I (780-823)[12]
- 48. Ishoʿbar Nun (823-828)[12]
- 49. Giwargis II (828-831)[12]
- 50. Sabrishoʿ II (831-835)[12]
- 51. Abraham II de Marga (837-850)[12]
  - Seu vacant (850-853)
- 52. Teodosi (853-858)[12]
  - Seu vacant (858-860)
- 53. Sargis o Sergi (860-872)[12]
  - Seu vacant (872-877)
- 54. Israel de Kashkar intrusus (877)[12]
- 55. Enosh (877-884)[12]
- 56. Yohannan II bar Narsai o Joan II (884-892)[12]
- 57. Yohannan III o Joan III (893-899)[12]
- 58. Yohannan IV Bar Abgar o Joan IV (900-905)[12]
- 59. Abraham III (906-937)[12]
- 60. Emmanuel I (937-960)[12]
- 61. Israel I (961)[12]
- 62. ʿAbdishoʿ I (963-986)[12]
- 63. Mari II bar Tobi (987-999)[12]
- 64. Yohannan V bar Isa o Joan V (1000-1011)[12]
- 65. Yohannan VI bar Nazuk o Joan VI (1012-1016)[12]
  - Seu vacant (1016-1020)
- 66. Ishoʿyahb IV bar Ezequiel (1020-1025)[12]
  - Seu vacant (1025-1028)
- 67. Elia I o Elies I (1028-1049)[12]
- 68. Yohannan VII bar Targal o Tagabi o Joan VII (1049-1057)[12]
  - Seu vacant (1057-1064)
- 69. Sabrishoʿ III Zanbur (1064-1072)[12]
- 70. ʿAbdishoʿ II bar al-ʿArid (1074-1090)[12]
- 71. Makkikha I (1092-1110)[12]
- 72. Eliya II bar Molki o Elies II (1111-1132)[12]
- 73. Bar Sawma (1134-1136)[12]
  - Seu vacant (1136-1139)
- 74. ʿAbdishoʿ III bar Molki (1139-1148)[12]
- 75. Ishoʿyahb V Baladi (1149-1176)[12]
- 76. Elia III o Elies III (1176-1190)[12]
- 77. Yahballaha II (1190-1222)[12]
- 78. Sabrishoʿ IV bar Qayyoma (1222-1224)[12]
- 79. Sabrishoʿ V bar al-Masihi (1226-1256)[12]
- 80. Makkikha II (1257-1265)[12]
- 81. Denha I (1265-1281)[12]
- 82. Yahballaha III (1281-1317);[12] la seu patriarcal és transferida a Maragha[12]
- 83. Timoteu II (1318-c. 1332);[12] la seu patriarcal és transferida a Arbela[12]
  - Seu vacant (c. 1332-c. 1336)
- 84. Denha II (1336/7-1364[12] o 1381/2); la seu patriarcal és transferida a Karamles[12]
- 85. Shemʿon II o Simeó II (c. 1385-c. 1405) (dates incertes);[12] la seu patriarcal és transferida a Mossul[12]
- 86. Eliya IV o Elies IV (c. 1405-c. 1425) (dates incertes)[12]
- 87. Shemʿon III o Simeó III (c. 1425-c. 1450) (existència incerta)[12]
- 88. Shemʿon IV Basidi o Simeó IV (c.1450 o 1437-1497);[12] la seu patriarcal és transferida a Jazira[12]
- 89. Shemʿon V o Simeó V (1497-1501)[12]
- 90. Eliya V o Elies V (1502-1503)[12]
- 91. Shemʿon VI o Simeó VI (1504-1538);[12] la seu patriarcal és transferida a Rabban Hormizd[12]
- 92. Shemʿon VII Ishoʿyahb o bar Mama o Simeó VII (1538-1551)[12]
- 93. Shemʿon VIII Dinkha o Siméo VIII (1551-1558)[12]

## Línies patriarcals des del Cisma de 1552 fins a l'actualitat
L'any 1552 es produeix un fort Cisma que divideix l'Església d'Orient. De les moltes escissions, en destaquen dues de principals; a la llarga, una d'aquestes va entrar en plena comunió amb l'Església Catòlica, donant lloc a l'Església Catòlica Caldea, i l'altra va romandre independent, l'Església Assíria Oriental.
| Línia d'Eliya o d'Elies                                                          | Línia de Shemʿon o de Simeó | Línia de Josep                                                |
| -------------------------------------------------------------------------------- | --- | ------------------------------------------------------------- |
| Establerta a Alqosh                                                              | Establerta a Amid, Siirt, Urmia i Salmas                                                                                           | Establerta a Amid, per escissió de la línia d'Eliya           |
| 94. Eliya VI bar Giwargis o Elies VI (VII) (1558–1591)                           | 94.Yohannan VIII Sulaqa o Joan VIII (1553-1555), en comunió amb Roma                                                               |                                                               |
| 95. Eliya VII o Elies VII (VIII) (1591–1617)                                     | 95. Abdisho IV Maron (1555-1570)                                                                                                   |                                                               |
| 96. Eliya VIII Shemʿen o Elies VIII (IX) (1617-1660)                             | 96. Abraham (1570-1577) |                                                               |
| 97. Eliya IX Yohannan Marogin o Elies IX (X) (1660-1700)                         | 97. Yahballaha IV (1577-1580) |                                                               |
| 98. Eliya X Marogin o Elies X (XI) (1700–1722)                                   | 98. Shemʿon IX Dinkha o Simeó IX (1580-1600)                                                                                       | 98. Joseph I o Josep I (1681-1696)                            |
| 99. Eliya XI Denha o Elies XI (XII) (1722-1778)                                  | 99. Shemʿon X Eliyah o Siméo X (1600-1638), es reintrodueix la successió hereditària i es trenca amb Roma; es trasllada a Qochanis | 99. Joseph II Sliba Beth Maruf o Josep II (1696-1712)         |
| 100. Eliya XII Ishoʿyahb d'Alqosh o Elies XII (XIII) (1778-1804)                 | 100. Shemʿon XI Eshuyow o Siméo XI(1638-1656)                                                                                      | 100. Joseph III Timothy Maroge o Josep III (1714-1757)        |
| 101. Yohannan VIII Hormizd o Joan VIII (1780-1838) (en conflicte amb l'anterior) | 101. Shemʿon XII Yoalaha o Siméo XII (1656-1662)                                                                                   | 101. Joseph IV Lazare Hindi o Josep IV (1759-1781)            |
|                                                                                  | 102. Shemʿon XIII Dinkha o Siméo XIII (1662-1700); la unió amb Roma s'acaba el 1672                                                | Joseph V Augustine Hindi o Josep V (1781-1828), administrador |
|                                                                                  | 101. Shemʿon XIV Shlemon o Siméo XIV (1700-1740)                                                                                   |                                                               |
|                                                                                  | 102. Shemʿon XV Mikhaʿil Mukhtas o Siméo XV (1740-1780)                                                                            |                                                               |
|                                                                                  | 103. Shemʿon XVI Yohannan o Siméo XVI (1780-1820)                                                                                  |                                                               |
|                                                                                  | 104. Shemʿon XVII Abraham o Siméo XVII (1820-1861)                                                                                 |                                                               |
|                                                                                  | |                                                               |

La línia d'Eliya o Elies a Alqosh va acabar l'any 1804. El 1780 un grup s'escindí d'aquesta línia i va escollir Yohannan VIII Hormizd, membre de la mateixa família, que a més es va fer catòlic. En endur-se la majoria dels fidels, a la mort d'Eliya XII, la línia s'extingí. El 1828, a més, després de la mort d'un candidat rival, nebot de l'últim patriarca reconegut de la línia josefita a Amid, Joseph V Augustine Hindi, Yohannan VIII va ser escollit com a patriarca catòlic i Mossul es va convertir llavors en la residència del cap de l'Església Catòlica Caldea fins al trasllat a Bagdad a mitjans del segle xx. Per als patriarques catòlics caldeus posteriors, vegeu la llista de patriarques de Església Catòlica Caldea.
La línia de Shemʿon o Simeó, inicialment en comunió en Roma, hi va acabar trencant. Amb Shemʿon X Eliyah la seu es va traslladar a Qudshanis. En desaparèixer les línies d'Eliya i de Josep, la línia de Shemʿon va esdevenir la preservadora de la independència de Roma. El 1976 va adoptar oficialment el nom d'«Església Assíria d'Orient». Per als patriarques posteriors en aquesta línia, vegeu la llista de patriarques de l'Església Assíria d'Orient.
El 1964, arran d'una reforma introduïda a l'Església Assíria Oriental, per tal d'utilitzar el calendari gregorià en lloc del calendari julià tradicional, una part de l'església s'hi oposà donant lloc a un nou cisma. El sector contrari a la reforma va fundar l'Antiga Església de l'Est, separada i amb seu a Bagdad, que el 1968 elegí com a catolicós o patriarca Thoma Darmo, en oposició al patriarca Shimun XXIII de l'Església Assíria d'Orient. Per als patriarques d'aquest nova església, vegeu Antiga Església Oriental.

### Numeració dels patriarques de la línia d'Eliya
Com que els patriarques de la línia Eliya portaven tots el mateix nom (siríac: ܐܠܝܐ, Elīyā), sense utilitzar cap nombre pontifici, els investigadors posteriors s'han hagut d'enfrontar a diversos reptes, per tal d'intentar implementar, com és pràctica habitual, l'ús de la numeració individual. Els primers intents van ser fets pels primers investigadors durant els segles xviii i xix. La seva numeració va ser revisada posteriorment per Eugène Tisserant (1931), que creia, com els investigadors anteriors, que durant el període de 1558 a 1591 hi havia hagut dos patriarques Eliya successius, numerats com a VI (1558-1576) i VII (1576-1591); d'acord amb això tambñe va assignar els numerals VIII-XIII als seus successors. Aquesta numeració va ser acceptada i mantinguda per molts altres estudiosos. El 1966 i el 1969, Albert Lampart i William Macomber van reexaminar la qüestió i van concloure que en el període de 1558 a 1591 només hi havia hagut un patriarca (Eliya VI), i d'acord amb això es van reassignar els numerals corresponents (VII-XII) als seus successors. El 1999, Heleen Murre-van den Berg va arribar a la mateixa conclusió i va presentar proves addicionals a favor de la nova numeració. La numeració revisada ha estat acceptada en els treballs acadèmics moderns, amb alguna notable excepció.
La numeració de Tisserant encara és defensada per David Wilmshurst, que sí que reconeix l'existència d'un sol patriarca Eliya durant el període de 1558 a 1591, però el numera com Eliya VII i, per tant, els seus successors els numera del VIII al XIII, sense que existeixi cap patriarca anterior designat com Eliya VI en les seves obres, una anomalia observada per altres estudiosos, però que Wilmshurst no ha explicat i ha mantingut, fins i tot després dels arguments extres presentats per Samuel Burleson i Lucas van Rompay, a Gorgias Encyclopedic Dictionary of the Syriac Heritage (2011).